# Shadow (Formule 1)
Shadow was een Amerikaans-Brits Formule 1-team dat deelnam aan het kampioenschap tussen 1973 en 1980.

## Actieve jaren

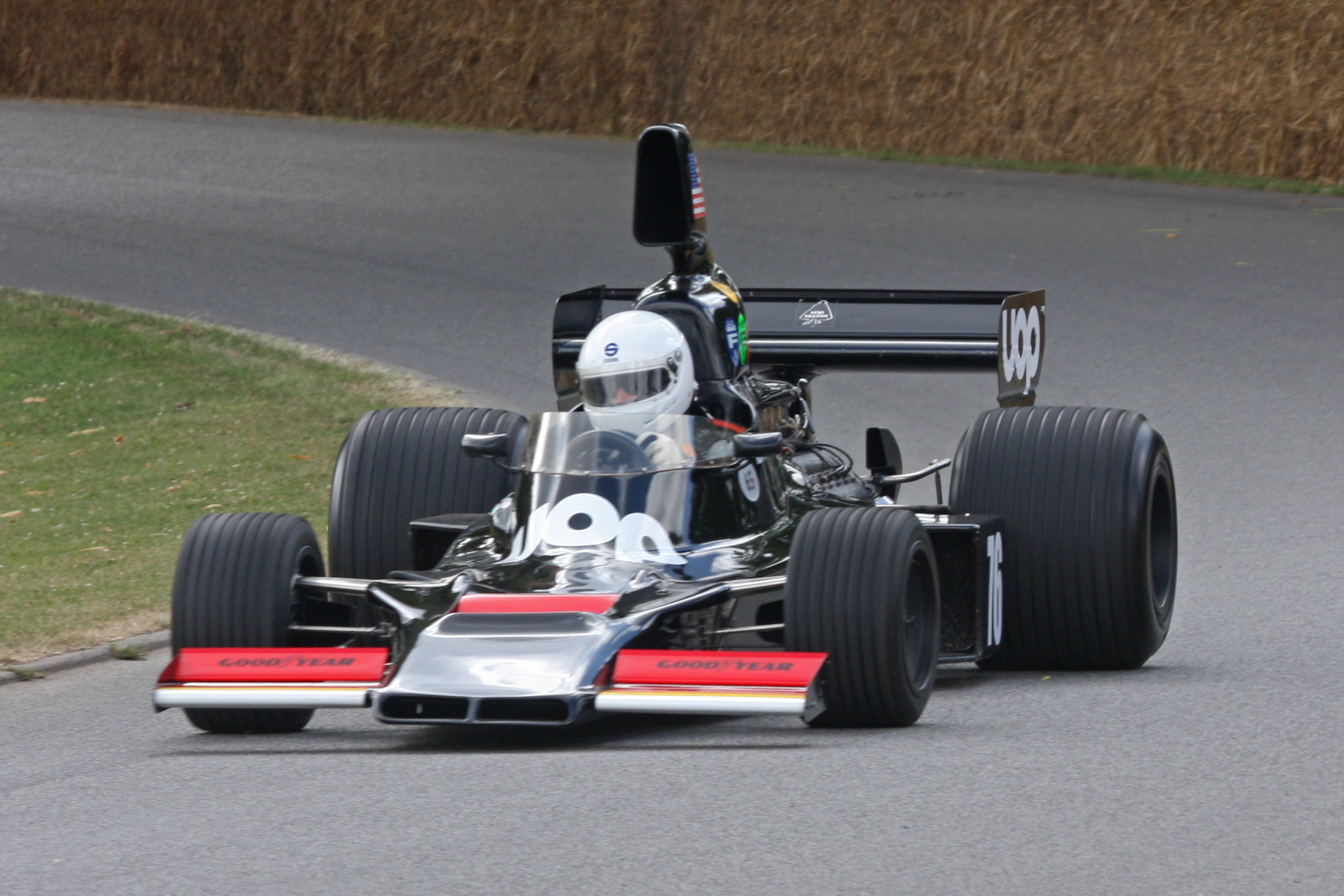
Shadow-Cosworth uit 1975.

Het raceteam werd in de Verenigde Staten opgericht door Don Nichols en kwam uit in het Can-Am kampioenschap met rijders George Follmer en Vic Elford. In 1973 ging het team aan de slag in het wereldkampioenschap Formule 1 met coureurs Jackie Oliver en George Follmer. Oliver werd derde tijdens de Grand Prix van Canada en Follmer behaalde hetzelfde resultaat in Spanje.
In 1974 ging het team aan de slag met rijders Jean-Pierre Jarier en Peter Revson, die overgekomen was van McLaren. Revson kwam tijdens testritten voor de Grand Prix van Zuid-Afrika op het circuit Kyalami om het leven nadat de ophanging van zijn Shadows het begeven had. Nadat twee andere coureurs tijdelijk zijn plaats overnamen werd Tom Pryce de nieuwe coureur vanaf de Grand Prix van Nederland. Jarier behaalde een derde plaats in Monaco.
Pryce en Jarier bleven ook in 1975 en 1976 voor het team rijden. Pryce behaalde nog twee derde plaatsen, in Oostenrijk in 1975 en in Brazilië in 1976.
Na de dood van Revson in 1974 werd het team in 1977 voor een tweede keer getroffen door een drama. Net als Revson drie jaar eerder, verongelukte Pryce eveneens op het circuit Kyalami tijdens de Grand Prix van Zuid-Afrika.
In 1977 reden zeven verschillende coureurs voor het team met Alan Jones als enige vaste rijder. Hij schonk het team zijn enige overwinning toen hij als eerste over de finish reed tijdens de Grand Prix van Oostenrijk. In 1978 haalden Hans-Joachim Stuck en Clay Regazzoni nog drie vijfde plaatsen maar vanaf dan bleven de resultaten uit. In 1979 kon Elio de Angelis nog één keer binnen de punten finishen, zijn teamgenoot Jan Lammers finishte nog enkele races buiten de punten. In 1980 kon Geoff Lees zich nog één keer kwalificeren voor een grand prix, maar verder konden de rijders zich niet meer kwalificeren en na de Grand Prix van Frankrijk verdween het team uit de Formule 1. Het team werd ondergebracht bij Theodore Racing dat op zijn beurt in 1983 uit de Formule 1 verdween.